# Николо-Кочановская церковь
Храм Святого Пантелеимона Целителя (Николо-Коча́новская церковь или храм Николы Коча́нова) — православный храм в Новгороде, в Неревском конце на Софийской стороне. Относится к Новгородской епархии Русской православной церкви, приписан к Покровскому храму.

## История
Обиходное название храма — в честь святого Николая Кочанова, родившегося в Новгороде в XIV веке. Блаженный Николай умер 27 июля 1392 года. По завещанию он был похоронен на краю кладбища, расположенного вокруг существовавшего тогда Иаковского собора, близ дороги.
В 1554 году над могилой был выстроен каменный храм, освящённый во имя целителя Пантелеймона. Жители именовали его Николо-Кочановским.
В лето 7062 года (весною) заложи церковь камену архиепескоп Пимен и мужи новгородцы над гробом блаженного Николы Кочаного во имя св. великомученика Пантелеймона.

Во время Шведской оккупации 1610—1617 годов церковь была разорена. В 1617 году возобновлена пожертвованиями горожан и деньгами Софийского собора.
В 1772 году был поставлен новый золочёный иконостас. В 1773 году были пристроены трапезная и придел святого Дмитрия Ростовского.
В 1829 году церковь была «возобновлена» внутри и снаружи, покрыта листовым железом и вымощена путиловской плитой.
Как сообщает в описании храма архимандрит Макарий (Миролюбов), император Николай I назвал своего третьего сына Николаем в честь святого Николая Кочанова, «в ознаменования особого благоволения к Новгороду». Со следующего года (1832) императорская фамилия стала оказывать всё большее внимание новгородскому храму, передавая значительные средства на его поддержание и украшение.
К середине XIX века, в результате различных перестроек, от первоначальной постройки 1554 года осталась только часть, где покоились мощи Николая Кочанова.
В XIX веке напротив храма находилась земская больница. Священники посещали больных, некоторое время на церковном кладбище хоронились умершие в этой больнице.
В 1930-е годы здании был обустроен больничный морг и прачечная. В послевоенное время церковь была капитально перестроена и отдана Городской санэпидстанции.
В 100 м южнее находится церковь Тихвинской иконы Божьей Матери.
В декабре 2012 года санэпидстанция была выселена с дальнейшей передачей здания храма Новгородской епархии.
В настоящее время в храме великомученика Пантелеймона ведутся реставрационно-восстановительные работы, а также каждую неделю по субботам проводится Божественная литургия. Священник — иерей Михаил Терещук.
Престольный праздник — 9 августа по н.ст. (27 июля по ст.ст.)